# Municipio de Álvaro Obregón
El municipio de Álvaro Obregón es uno de los 113 municipios que integran el estado de Michoacán, al occidente de México. Se encuentra localizado al norte del estado y aproximadamente 26 kilómetros de la ciudad de Morelia. Cuenta con una extensión territorial de 159.985 km² y según el XIV Censo de Población y Vivienda de 2020, el municipio tenía 23 000 habitantes. Su nombre es en honor de Álvaro Obregón.

## Toponimia
Su nombre es en honor de Álvaro Obregón, militar y político mexicano que participó en la Revolución mexicana. Es el único municipio que posee tanto el nombre como el apellido del militar.

## Historia
El asentamiento del municipio se erigió en lo que anteriormente era la Hacienda de San Bartolo Apóstol, con este nombre fue conocido hasta 1950. Los trabajadores de la hacienda y otras rancherías se establecieron alrededor de la hacienda, así se inició el pueblo de Álvaro Obregón. El 8 de octubre de 1929, se elevó a delegación de Indaparapeo y el 18 de febrero de 1930, se elevó a municipalidad.

## Geografía

### Ubicación
Álvaro Obregón se localiza al norte del estado entre las coordenadas 19º48’ latitud norte y 101º02" longitud oeste; a una altitud de 1800 metros sobre el nivel del mar.
El municipio colinda al norte con el municipio de Acámbaro del estado de Guanajuato y con el municipio de Santa Ana Maya; al este con el municipio de Zinapécuaro y el municipio de Indaparapeo; al oeste con Tarímbaro; al noroeste con el municipio de Cuitzeo; y al sur con el municipio de Charo.

### Orografía e hidrografía
Su superficie la forma la depresión de Cuitzeo; sus elevaciones principales son los cerros Las Reservas, La Tuna, Policarpo, La Peña y El Grande de los Remedios; y las lomas Quirio, la Purísima y Tzentzénguaro. El municipio pertenece a la región hidrológica Balsas. Sus recursos hidrológicos son proporcionados por el río Grande de Morelia; además de una porción del lago de Cuitzeo.

### Clima
El clima es templado con lluvias en verano, sin cambio térmico invernal bien definido. La temperatura media anual es de 26 °C, con máxima de 32.2 °C y mínima de 6 °C. El régimen de lluvias se registra entre los meses de mayo y octubre, contando con una precipitación media de los 918.8 milímetros.

## Demografía
De acuerdo con los resultados del XIV Censo de Población y Vivienda de 2020 realizado por el Instituto Nacional de Estadística y Geografía, la población del municipio de Álvaro Obregón es de 23 000 habitantes, de los cuales 11 224 son hombres y 11 776 son mujeres.

### Localidades
En el censo de 2020 el municipio de Álvaro Obregón contaba con 47 localidades.
| Código INEGI      | Localidad              | Población (2020) |
| ----------------- | ---------------------- | ---------------- |
| 160030001         | Álvaro Obregón         | 9513             |
| 160030026         | Tzintzimeo             | 1678             |
| 160030011         | La Purísima            | 1405             |
| 160030005         | Felipe Carrillo Puerto | 1120             |
| 160030014         | La Mina                | 1118             |
| Otras localidades | Otras localidades      | 3 862            |
| Total municipal   | Total municipal        | 23 00            |

## Cultura

### Sitios de interés
| - Templo de San Bartolo. - Templo Espiritual de las Tres Ponencias. - Palacio Municipal. - Exhacienda de San Bartolo. - Exhacienda de Quirio. | - Zona en la localidad de Tzintzimeo. - Exhacienda de Tzintzimeo. - Exhacienda de Palo Blanco. |

### Fiestas
Fiestas civiles
- Feria de la Rana : El 28 de julio.

Fiestas religiosas
- Fiesta patronal en honor a San Bartolomé Apóstol: 24 de agosto
- Fiesta en honor de San Isidro Labrador: 15 de mayo.

## Política
Su forma de gobierno es democrática y depende del gobierno estatal y federal; se realizan elecciones cada 3 años, en donde se elige al presidente municipal y su gabinete.